# Edward Gött-Getyński

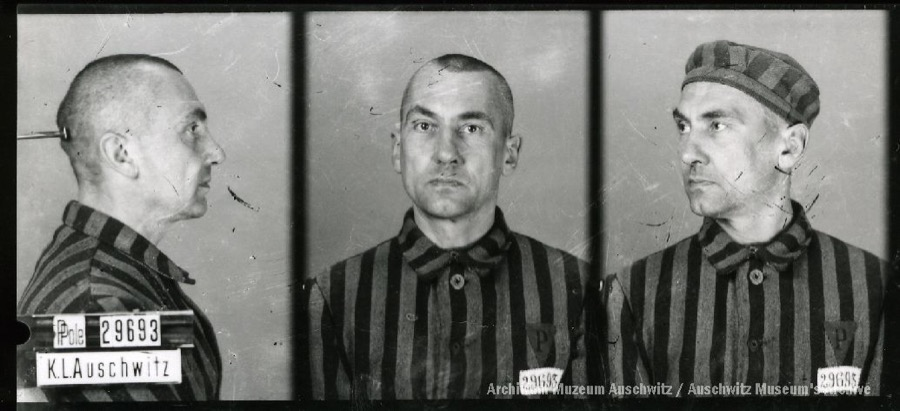
Edward Gött-Getyński

Edward Karol Gött-Getyński ps. „Sosnowiecki” (ur. 4 stycznia 1898 w Brodach, zm. 25 stycznia 1943 w Auschwitz-Birkenau) – major artylerii Wojska Polskiego, kawaler Orderu Virtuti Militari.

## Życiorys
Brał udział w obronie Lwowa 1918–1919 (ranny dwukrotnie) oraz w czasie wojny polsko-rosyjskiej (ranny dwukrotnie). W 1928 r. pełnił służbę w 6 pułku artylerii ciężkiej we Lwowie, a cztery lata później w 23 Dywizji Piechoty w Katowicach. Na stopień majora został mianowany ze starszeństwem z dniem 1 stycznia 1936 i 6. lokatą w korpusie oficerów artylerii. W marcu 1939 pełnił służbę w Wołyńskiej Szkole Podchorążych Rezerwy Artylerii we Włodzimierzu Wołyńskim na stanowisku dowódcy III dywizjonu. Bezpośrednio przed wybuchem wojny został przydzielony do sztabu Armii „Pomorze”.
W czasie okupacji niemieckiej był założycielem i dowódcą Dywizji Podhalańskiej w Konspiracji, a od jesieni 1941 był referentem działu wojskowego Placówki Naczelnej Konfederacji Tatrzańskiej. Aresztowany przez Gestapo 2 lutego 1942 w swoim majątku Chrobacze, wywieziony do katowni Palace, następnie do Tarnowa i wreszcie do niemieckiego obozu koncentracyjnego Auschwitz-Birkenau (numer obozowy 29693). Wyselekcjonowany wraz z grupą wyższych oficerów i inteligencji za działalność obozową skierowaną przeciwko SS, a także oskarżony o przygotowywanie ucieczek z obozu, był katowany w bunkrze, a następnie rozstrzelany 25 stycznia 1943.
Był żonaty z Heleną z Poratyńskich, miał syna Tomasza (podpułkownika rezerwy Wojska Polskiego). Mieszkał w swoim majątku Chrobacze, koło Jordanowa, gdzie znajduje się dworek z XVIII wieku.

## Awanse
- porucznik – zweryfikowany ze starszeństwem z dniem 1 czerwca 1919 r.
- kapitan – 1 grudnia 1924 r. ze starszeństwem z dniem 15 sierpnia 1924 r. i 9 lokatą w korpusie oficerów zawodowych artylerii

## Ordery i odznaczenia
- Krzyż Srebrny Orderu Wojskowego Virtuti Militari (1921)[3]
- Złoty Krzyż Zasługi – 10 listopada 1938 „za zasługi w służbie wojskowej”[4]
- Krzyż Niepodległości – 9 listopada 1933 „za pracę w dziele odzyskania niepodległości”[5][6]
- Krzyż Walecznych – trzykrotnie
- Medal Pamiątkowy za Wojnę 1918–1921
- Medal Dziesięciolecia Odzyskanej Niepodległości
- Odznaka Honorowa „Orlęta”
- Krzyż Obrony Lwowa z Mieczami
- Odznaka Odcinka Bema